# إيرفن دريك
إيرفن دريك (بالإنجليزية: Ervin Drake) هو كاتب أغاني وملحن أمريكي، ولد في 3 أبريل 1919 في مانهاتن في الولايات المتحدة، وتوفي في 15 يناير 2015 في نك الكبرى ‏ في الولايات المتحدة بسبب سرطان المثانة.

## وصلات خارجية
- إيرفن دريك على موقع IMDb (الإنجليزية)
- إيرفن دريك على موقع ميوزك برينز (الإنجليزية)
- إيرفن دريك على موقع قاعدة بيانات برودواي على الإنترنت (الإنجليزية)
- إيرفن دريك على موقع إن إن دي بي (الإنجليزية)
- إيرفن دريك على موقع أول ميوزيك (الإنجليزية)
- إيرفن دريك على موقع ديسكوغز (الإنجليزية)